# 角川春樹小説賞
角川春樹小説賞（かどかわはるきしょうせつしょう）は、株式会社角川春樹事務所が主催する公募の文学賞。ジャンルは問わず、未発表の長編エンターテインメント小説を募集する。プロ・アマは問わない。受賞者には印税とは別に賞金100万円と記念品が贈られる。2001年に第2回の受賞作が出版されて以降中断していたが、2010年に再開された。当初は枚数に上限がなかったが、その後400字詰原稿用紙換算で550枚以下と規定された。

## 選考委員
- 第1回：北方謙三、福田和也、森村誠一、角川春樹
- 第2回：北方謙三、高見浩、福田和也、森村誠一、角川春樹
- 第3回 - 第14回：北方謙三、今野敏、角川春樹
- 第15回 - ：北方謙三、今野敏、今村翔吾、角川春樹

## 受賞作リスト
特記がなければ、初刊は角川春樹事務所、文庫はハルキ文庫刊。
| 回（年）         | 応募数 | 賞       | 受賞・最終候補作                         | 著者         | 初刊       | 文庫化     |
| ---------------- | ------ | -------- | ---------------------------------------- | ------------ | ---------- | ---------- |
| 第1回（1999年）  | 603編  | 大賞     | 「ひらめきの風」                         | 辻昌利       | 2000年3月  |            |
| 第1回（1999年）  | 603編  | 特別賞   | 「駿府に吹く風」                         | 鈴木英治     | 2000年3月  | 2001年9月  |
| 第1回（1999年）  | 603編  | 最終候補 | 「夢幻郷」                               | 浜田文人     |            |            |
| 第1回（1999年）  | 603編  | 最終候補 | 「エンデュミオン エンデュミオン」        | 平谷美樹     | 2000年6月  |            |
| 第1回（1999年）  | 603編  | 最終候補 | 「どってことあらへん!」                  | 中井順一     |            |            |
| 第2回（2000年）  | 276編  | 受賞     | 「南稜七ツ家秘録 七ツの二ツ」            | 長谷川卓     | 2001年3月  | 2005年4月  |
| 第2回（2000年）  | 276編  | 最終候補 | 「ブルーブラッド」                       | 小松多聞     |            |            |
| 第2回（2000年）  | 276編  | 最終候補 | 「弁護士たちの墓場」                     | 広岩近広     |            |            |
| 第2回（2000年）  | 276編  | 最終候補 | 「平成の家族」                           | 丸茂永津子   |            |            |
| 第2回（2000年）  | 276編  | 最終候補 | 「遙かな武田騎馬隊」                     | 岩崎正吾     |            | 2001年6月  |
| 第3回（2011年）  | 487編  | 受賞     | 「グッバイマネー!」                      | 又井健太     | 2011年10月 | 2014年5月  |
| 第3回（2011年）  | 487編  | 最終候補 | 「狂犬、注意」                           | 朱雀遙       |            |            |
| 第3回（2011年）  | 487編  | 最終候補 | 「ソフトボイルド」                       | 香住泰       |            |            |
| 第3回（2011年）  | 487編  | 最終候補 | 「少女人形 ALICE 13」                    | 佐々木弘有希 |            |            |
| 第4回（2012年）  | 429編  | 受賞     | 「加羅の風」                             | 知野みさき   | 2012年10月 | 2013年8月  |
| 第4回（2012年）  | 429編  | 最終候補 | 「七夕雨」                               | 日向那由他   |            |            |
| 第4回（2012年）  | 429編  | 最終候補 | 「インター・プレイ」                     | 夏川真一     |            |            |
| 第4回（2012年）  | 429編  | 最終候補 | 「GHOST」                                | 刈間剛史     |            |            |
| 第5回（2013年）  | 385編  | 受賞     | 「港の足」                               | 池田久輝     | 2013年10月 | 2018年7月  |
| 第5回（2013年）  | 385編  | 最終候補 | 「TYRANT」                               | 天原聖海     |            |            |
| 第5回（2013年）  | 385編  | 最終候補 | 「若犬丸暗殺記 鎌倉大草紙外伝」          | 津高東樹     |            |            |
| 第5回（2013年）  | 385編  | 最終候補 | 「砂漠の下にドルは眠る」                 | 浅野大志     |            |            |
| 第6回（2014年）  | 350編  | 受賞     | 「蜃気楼の如く」                         | 鳴神響一     | 2014年10月 | 2016年1月  |
| 第6回（2014年）  | 350編  | 最終候補 | 「影は光 愛洲移香斎明国刀法伝授記」      | 名月明       |            |            |
| 第6回（2014年）  | 350編  | 最終候補 | 「さらば、我が愛しのカメリア」           | 清水厄       |            |            |
| 第7回（2015年）  | 402編  | 受賞     | 「シンデレラ異聞 小さなガラスの靴」      | 櫻部由美子   | 2015年10月 |            |
| 第7回（2015年）  | 402編  | 特別賞   | 「巨眼を撃て」                           | 新美健       |            | 2015年12月 |
| 第7回（2015年）  | 402編  | 最終候補 | 「足溜りの家」                           | 刈間剛史     |            |            |
| 第7回（2015年）  | 402編  | 最終候補 | 「1992年のグッド・フェローズ」           | 本城美音子   |            |            |
| 第8回（2016年）  | 382編  | 受賞     | 「横濱つんてんらいら」                   | 橘沙羅       | 2016年10月 |            |
| 第8回（2016年）  | 382編  | 最終候補 | 「開拓戸籍」                             | 藤奈子       |            |            |
| 第8回（2016年）  | 382編  | 最終候補 | 「ロンリー・プラネット」                 | 雄太郞       |            |            |
| 第9回（2017年）  | 394編  | 受賞     | 「乱世をゆけ」                           | 佐々木功     | 2017年9月  | 2019年3月  |
| 第9回（2017年）  | 394編  | 最終候補 | 「宿儺村奇譚」                           | 高代亞樹     |            | 2018年3月  |
| 第9回（2017年）  | 394編  | 最終候補 | 「薩摩無名もんがたり」                   | 水無月神野   |            |            |
| 第10回（2018年） | 453編  | 受賞     | 「童神」                                 | 今村翔吾     | 2018年9月  | 2020年6月  |
| 第10回（2018年） | 453編  | 最終候補 | 「姿なきハイジャック」                   | 中村透       |            |            |
| 第10回（2018年） | 453編  | 最終候補 | 「四六の蝦蟇」                           | 東圭一       |            |            |
| 第10回（2018年） | 453編  | 最終候補 | 「産土」                                 | 中上竜志     |            |            |
| 第11回（2019年） | 518編  | 受賞     | 「ブラックシープ・キーパー」             | 柿本みづほ   | 2019年9月  |            |
| 第11回（2019年） | 518編  | 最終候補 | 「陰流呪剣行」                           | 羽山遼       |            |            |
| 第11回（2019年） | 518編  | 最終候補 | 「諏訪蛇神伝奇」                         | 崑鳶尾       |            |            |
| 第12回（2020年） | 420編  | 受賞     | 「すっきりしたい」                       | 渋谷雅一     | 2020年10月 |            |
| 第12回（2020年） | 420編  | 最終候補 | 「地獄のフリルスカート」                 | 田井庸介     |            |            |
| 第12回（2020年） | 420編  | 最終候補 | 「たった一人ではなく、唯一の君のために」 | 小島英希     |            |            |
| 第13回（2021年） | 454編  | 受賞     | 「風雲月路」                             | 稲田幸久     | 2021年10月 |            |
| 第13回（2021年） | 454編  | 最終候補 | 「京流神剣紀」                           | 佐藤遼空     |            |            |
| 第13回（2021年） | 454編  | 最終候補 | 「忍びしのぶれど」                       | 裳下徹和     |            |            |
| 第14回（2022年） | 324編  | 受賞     | 「写楽女」                               | 森明日香     | 2022年10月 |            |
| 第14回（2022年） | 324編  | 最終候補 | 「育霊――丑三つ時」                       | 甘江慶       |            |            |
| 第14回（2022年） | 324編  | 最終候補 | 「冒険貸借」                             | 銀たかな     |            |            |
| 第15回（2023年） | 344編  | 受賞     | 「奥州狼狩奉行始末」                     | 東圭一       |            |            |
| 第15回（2023年） | 344編  | 最終候補 | 「斑模様の血脈」                         | 山本純嗣     |            |            |
| 第15回（2023年） | 344編  | 最終候補 | 「僕と瓶詰と静子さん」                   | 実澄彩       |            |            |
| 第16回（2024年） | 399編  | 受賞     | 「真令和復元図」                         | 桜田光       |            |            |
| 第16回（2024年） | 399編  | 最終候補 | 「則天秘記」                             | 坂井のどか   |            |            |
| 第16回（2024年） | 399編  | 最終候補 | 「碧海のまほろば」                       | 菅野稀       |            |            |